# Will Hoy
William Ewing "Will" Hoy (né le 2 avril 1952 à Melbourn au Royaume-Uni et mort le 19 décembre 2002 à Chelsea) est un pilote de course automobile international anglais.

## Palmarès

### Résultats aux24 heures du Mans
| Année | Écurie                      | Copilotes                        | Voiture      | Classe | Tours | Pos. | Class Pos. |
| ----- | --------------------------- | -------------------------------- | ------------ | ------ | ----- | ---- | ---------- |
| 1985  | Roy Baker-Ford              | Robin Smith (en) Nick Nicholson  | Tiga GC285   | C2     | 273   | 21e  | 4e         |
| 1987  | Team Lucky Strike Schanche  | Martin Schanche Robin Smith (en) | Argo JM19B   | C2     | 5     | Abd. | Abd.       |
| 1988  | Mazdaspeed Co. Ltd.         | Takashi Yorino Hervé Regout      | Mazda 767    | GTP    | 305   | 19e  | 3e         |
| 1990  | Takefuji (en)-Team Schuppan | Jean Alesi Dominic Dobson (en)   | Porsche 962C | C1     | 69    | Abd. | Abd.       |
| 1991  | Team Salamin Primagaz       | Eje Elgh Roland Ratzenberger     | Porsche 962C | C2     | 202   | Abd. | Abd.       |